# Гринауцы (Рышканский район)
Гринауцы (рум. Grinăuţi, Гринэуць) — село в Рышканском районе Молдавии. Является административным центром коммуны Гринауцы, включающей также село Чобановка.

## География
Село расположено на высоте 154 метров над уровнем моря.

## Население
По данным переписи населения 2004 года, в селе Гринэуць проживает 1164 человека (556 мужчин, 608 женщин).
Этнический состав села:
| Национальность | Число жителей | Процентный состав |
| -------------- | ------------- | ----------------- |
| молдаване      | 1020          | 87.63             |
| украинцы       | 131           | 11.25             |
| русские        | 12            | 1.03              |
| румыны         | 1             | 0.09              |
| Всего          | 1164          | 100%              |

## Известные уроженцы
- Вангели, Спиридон Степанович (1932-2024) — молдавский детский писатель и переводчик.
- Дудэу, Николай (род. 1945) — молдавский политик, министр иностранных дел Молдовы в 2001—2004 гг.
- Павличенко, Виталия Викторовна (род. 1953) — молдавский политик.
- Штефанец, Династия - молдавский знаменитые музыканты.